# Национальное государство

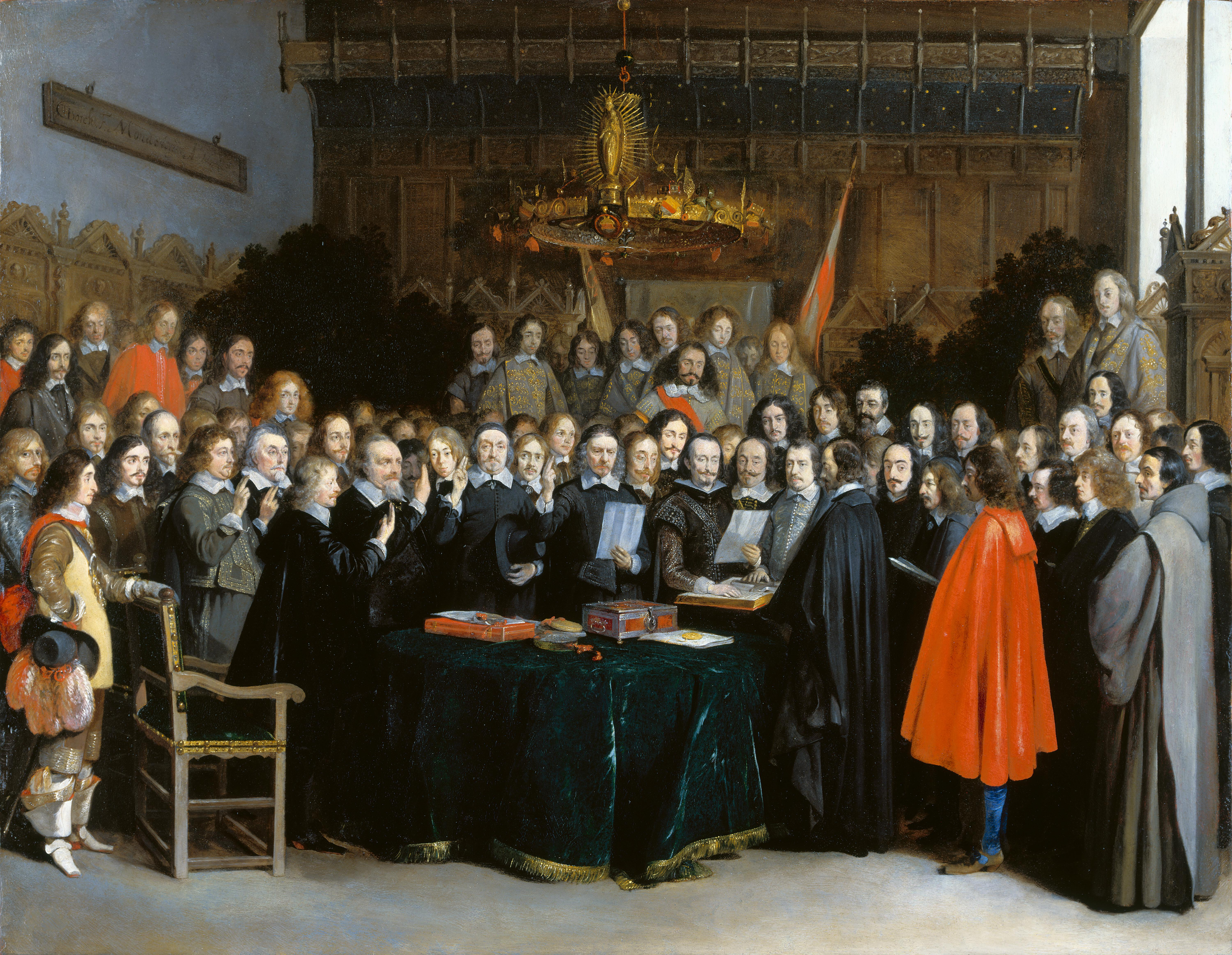
Вестфальский мир, картина Герарда Терборха, 1648. Ратификация Мюнстерского договора, одного из договоров, приведших к Вестфальскому миру, где родилась концепция национального государства.

Национа́льное госуда́рство — государство, территориально и демографически совпадающее с нацией; государство, которое претендует на статус государства определённой нации и понимается как таковое; государство для конкретной, самобытной, имеющей определённые границы нации.
В общих чертах характеризуется переходом от сословной системы к абсолютизму, когда в результате ликвидации феодальных владений и повинностей произошло развитие капиталистических отношений и возник национальный рынок. Например, в Англии и Франции эти изменения относятся к XVI веку, но утверждения о начале становления национальных государств там можно встретить с конца XI (Солсберийская присяга в Англии, блокировка развития вассально-ленной системы) — начала XII века (начало расширения французскими королями своих владений за счёт владений аристократов). Однако, процесс ликвидации феодальных сословных привилегий завершился, например, применительно к Франции только с революцией 1789 года. Также появление национальных государств часто связывается с вестфальским миром 1648 года, когда Священная римская империя потеряла ряд национальных территорий как на окраинах (Швейцария), так и в Германии, таким образом происходит противопоставление национального государства и империи. Тот же оттенок термина мы видим при его понимании как мононационального образования, в частности, до превращения Англии в Британскую империю в результате овладения колониями в XVIII веке. Применительно к России говорят о национальном государстве с объединения северо-восточной части земель Руси под властью Москвы в конце XV — начале XVI века, но уже в середине XVI века Московское государство присоединило ряд земель других национальностей и приобрело черты империи, хотя оформлено это название было только в начале XVIII века. С распадом СССР Россия вновь стала страной в гораздо большей степени (с 53 % до 81 %) мононациональной.

## Определение
Прежде всего феномен обладает особенным специфическим содержанием социокультурной системы, в её четко выраженных параметрах духовного и политического развития, которые в свою очередь проявляются в исторической устойчивости воспроизводства своеобразия самобытности нации, её ценностях, нормах, традициях, реализации своих суверенных прав на определение. Правовой обычай как исторически сложившийся источник права и правил поведения, нормы которого являются элементами легших в основу национальной культуры. В процессе исторического преображения правовой обычай развивался и приобрёл вид полноценной регулятивной системы публично-правового властвования — верховенства на целостной национальной территории, то есть осуществление законодательной и исполнительной функции, ведения административных и судебных полномочий, то есть обеспечение правовой дееспособности. Хочется между тем обратить внимание на то, говоря об административных полномочиях, они являются предметом административно-правовой науки, то есть административного права, которая одновременно является частью культуры, которая существовала не во все времена и не у всех народов.
Международное право также в своем составе содержит различные аспекты исходящих из правовых обычаев формировавших культуры народов. В международных отношениях субъект национальное государство предполагает такой порядок, где оно формирует и проводит (реализует) внутреннюю и внешнюю политику самостоятельно, а также уважает право других государств действовать подобным образом.
Стран, отвечающих всей строгости данного определения, менее 10 %, однако большинство современных государств включают многие его элементы.
Современные государства управляют множеством городов и соприкасающихся регионов посредством централизованных, дифференцированных и автономных структур. Они обладают монополией на формулирование обязательных к исполнению правил и на применение силы в пределах своей территории. Таким образом они распространяют своё прямое правление на всё население на своей территории и стремятся организовать жизнь всех людей определённым образом для экономического развития или обороны. Этим они отличаются от городов-государств, которые не стремятся к интеграции глубинки, и от империй, которые не пытаются надзирать над повседневными делами всех жителей. Кроме того, национальное государство стремится к добровольной интеграции народов, и этим также отличается от империи, которая ставит целью захват новых территорий, их удержание и колонизацию.
Национальное государство ассоциируется с его гражданами, однако на внутренней и международной арене его обычно представляет один государственный лидер. Так, Шарль де Голль утверждал, что глава французского государства должен олицетворять «некую идею о Франции» (фр. une certaine idée de la France).
Несмотря на схожесть понятий «нация» и «национальное государство», национализм делает между ними некоторое различие. Понятия «нация», «государство» и «общество» относятся к различным уровням: культурному, политическому и социальному. Например, принято считать, что армия защищает не государство, а народ.

## История
Современная система национальных государств начала складываться после Вестфальского мира (1648), подведшего итоги Тридцатилетней войны и Реформации и закрепившего в международных договорах международно-правовые положения нового мироустройства в Европе: верховенство, независимость и самостоятельность государственной власти на территории государства, независимость в международном общении, обеспечение целостности и неприкосновенности территории. Появление национальных государств ознаменовало конец политического господства папства, фактический распад Священной Римской империи и выход на арену новой социально-политической силы — буржуазии. Буржуазные революции и последовавшее распространение национализма в XIX веке способствовали переходу к капиталистической экономике, повышению эффективности национальных государств и росту их экономической мощи.
Формированию национальных государств также способствовало и развитие институтов либеральной демократии в Европе, всё большее включение народа в диалог с властью. Непосредственная близость к государственной власти, ощущение сопричастности в управлении государством, развивало в гражданах чувство единения со страной, способствовало более прочному формированию национальной идентичности, так как государство стало видеться людям результатом их собственного политического участия.
Учёные выделяют ряд универсальных факторов, способствовавших формированию национальных государств:
- формирование определённой, чётко разграниченной с остальными, государственной территории;
- индивидуализация для каждой страны в связи с территориальным обособлением культурного, языкового развития, формирование собственной государственной идентичности;
- появление всеобщих государственных идеологий, основанных на уникальном историческом опыте каждой страны, что способствовало формированию разделения на «своих» и «чужих» в сознании граждан;
- образование единого информационного пространства внутри стран благодаря их монополии на выпуск газет, книг и иных источников информации;
- нередко для обособления используется и такой ход, как создание обособленного, государственного института поместной церкви (наиболее ярким примером выступает в данном случае англиканская церковь);
- создание единого экономического пространства внутри страны, ликвидация барьеров в экономических отношениях между регионами внутри государства;
- централизация государства, появление единого для всей территории аппарата управления;
- монополизация насилия государством: если ранее была возможна межнациональная, межсословная или межклановая вражда, то в момент, когда государство монополизирует право на легитимное насилие, оно уравнивает все группы, которые теперь должны подчиняться общим для всех законам, в противном же случае к ним будет применена мера государственного принуждения[9].

В качестве национального государства еврейского народа рассматривается Израиль, что отражено в его Декларации независимости и одном из основных законов.

## Идеология
Гражданский национализм утверждает, что легитимность государства определяется активным участием его граждан в процессе принятия политических решений, то есть степенью, в которой государство представляет «волю нации». Основным инструментом для определения воли нации является плебисцит, который может иметь форму выборов, референдума, опроса, открытой общественной дискуссии и т. д.
При этом принадлежность человека нации определяется на основе добровольного личного выбора и отождествляется с гражданством. Людей объединяет их равный политический статус как граждан, равный правовой статус перед законом, личное желание участвовать в политической жизни нации, приверженность общим политическим ценностям и общей гражданской культуре.
В конце XIX века Эрнест Ренан обратил внимание на роль гражданского национализма в повседневной жизни: «Существование нации — это повседневный плебисцит, как существование индивидуума — вечное утверждение жизни». Действительно, как показал Геллнер, в современных нациях на протяжении всей своей жизни граждане активно подтверждают свою национальную принадлежность и тем самым легитимный статус государства.
Что касается «исконных» с культурно-этнической точки зрения представителей нации, то согласно гражданскому национализму их может и не быть. Важнее, чтобы нация состояла из людей, которые хотят жить рядом друг с другом на единой территории.
Гражданский национализм более выражен в тех молодых нациях, которые возникли в уже существующем государстве с достаточно однородным в плане культуры населением. Именно так обстояло дело в предреволюционной Франции, поэтому ранний национализм активно поддерживал идеи свободы личности, гуманизма, прав человека, равенства. Для него были характерны рациональная вера в общечеловеческое и либеральный прогресс. Однако он играл важную роль и в более позднее время. Так, в середине XX века национально-освободительная борьба стран третьего мира с колониализмом часто опиралась на гражданский национализм как путь к интеграции общества, противопоставляя его характерному для империализма принципу «разделяй и властвуй». Выразителями подобных идей были Ганди, Неру, Мандела, Мугабе.
Политико-философское обоснование концепции национальных государств было дано в трудах Ж. Бодена («Книга шести государств»), сформулировавшего понятие «суверенитет», Н. Макиавелли («Государь»), разработавшего категорию «государственный интерес» и Г. Гроция («О праве войны и мира»), заложившего основы корпуса международного права; а также в сочинениях Т. Гоббса и Б. Спинозы.
Среди основных целей национального государства выделяют:
- политическое и социальное единство[12]
- коллективный прогресс, например, экономический рост и рост уровня жизни[13]
- права и развитие граждан, включая равенство и улучшение возможностей[13]

Такие цели могут быть отражены в конституции, программе образования, концепции экономического развития и других официальных документах.

## Критика
Вестфальская система национальных государств подвергается критике в двух аспектах: «во-первых, права человека и права нации на самоопределение противопоставляются принципам государственного суверенитета и территориальной целостности. Во-вторых, национальные государства упрекают в неспособности обеспечить эффективное управление в условиях глобализации».

## Современное состояние
В конце XX века в связи с окончанием «холодной войны» и развитием процессов интеграции и глобализации в научной литературе стало высказываться мнение о «размывании» национального суверенитета и «конце национальных государств», начали звучать предложения рассматривать национальное государство как «исторически пройденный этап» развития человечества. Такая позиция подверглась критике со стороны приверженцев так называемой реалистической традиции в теории международных отношений, считающих, что национальное государство продолжает оставаться главным актором на международной арене. В то время как «функционалисты» и «институционалисты» рассматривают международные организации и интеграционные структуры как качественно новый феномен, пришедший на смену национальному государству, «реалисты» полагают, что эти организации и структуры являются лишь формой объединения национальных государств под эгидой сильнейших из них, которым и принадлежит реальная власть как в интеграционных объединениях, так и в мире в целом.
В начале XXI века система национальных государств претерпела значительные изменения. Сама актуальность подобного политического образования стала подвергаться сомнению. В первую очередь, углубляющийся процесс глобализации способствует стиранию границ между странами, формированию глобального экономического и информационного пространства. В таких условиях многие значимые основы существования национальных государств значительно нивелируются, если не исчезают вовсе. Кроме того, значительный вес не только в экономике, но и в политике приобретают транснациональные корпорации, что также приводит к необходимости пересмотра актуальности идеи обособленных наций.
Кроме того, вступление множества стран в различного рода национальные союзы также предполагает в какой-то степени отказ от идеологии суверенного национального государства. Даже международные правовые акты предполагают некоторую степень ограничения внешнего суверенитета государств. В Европе существование национальных государств также ещё больше осложняется существованием Европейского Союза, широкие полномочия административного центра которого свидетельствуют о проявлении даже некоторых федеративных черт внутри данного объединения.